# Keizer (Disney)
De keizer is een personage uit de Disneyfilm Mulan.
De keizer regeert nog niet erg lang in de Verboden Stad over China. Shan Yu is de schurk in het verhaal. Hij heeft een heel leger en probeert China op de keizer te veroveren. Maar protagoniste Mulan zit hem dwars. Hij wil zich op haar wreken en het keizerrijk veroveren. Hij denkt dat dit gemakkelijk gaat worden aangezien hij heeft al enkele dorpen veroverd heeft en de vader van Shang heeft vermoordt. Maar Mulan schakelt Shan Yu voor altijd uit. De keizer beloont haar voor al haar daden.
De rol van de keizer is niet erg groot, maar in de diverse themaparken van Disney is hij het enige menselijke figuur uit de film dat een masker en pak kan dragen. (Mushu draagt bijvoorbeeld ook een pak.)

## Externe bron
- Figuren uit Mulan